# Cromatografia em papel

Cromatografia em papel
| Acrônimo        | CP |
| Classificação   | Cromatografia                                                                                            |
| Analitos        | a cromatografia é uma técnica usada para separação de partes de uma mistura de solução gasosa ou líquida |
| Outras técnicas | |
| Relacionado     | Cromatografia em camada delgada                                                                          |

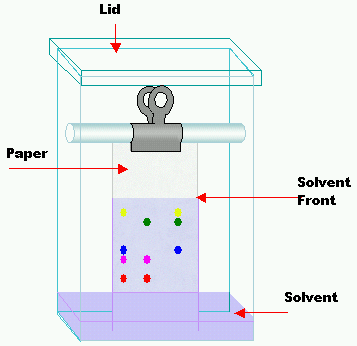
cromatografia em papel

A cromatografia em papel é um método analítico utilizado para separar produtos químicos ou substâncias coloridas. Agora é principalmente utilizado como uma ferramenta de ensino, tendo sido substituída no laboratório por outros métodos de cromatografia como a cromatografia de camada delgada (CCD).
A configuração tem três componentes. A fase móvel é uma solução que percorre a fase estacionária, devido a ação capilar. A fase móvel é geralmente uma mistura de solventes orgânicos não polares, enquanto a fase estacionária é a água, solvente inorgânico polar. Aqui o papel é utilizado para apoiar a fase estacionária, água. Moléculas polares de água são mantidas dentro do espaço vazio da rede de celulose do papel hospedeiro. A diferença entre a CCD e cromatografia de papel é que a fase estacionária na CCD é uma camada de absorvente (usualmente silica gel, ou óxido de alumínio), e a fase estacionária na cromatografia de papel é menos papel absorvente.
Uma variante da cromatografia de papel, a cromatografia bidimensional, envolve usar dois solventes e rodar o papel em 90º. Isso é útil para separar misturas complexas de compostos que tem polaridade similar, como por exemplo, aminoácidos.

## Valor de Rƒ, solutos, e solventes
O fator de retenção (Rƒ) pode ser definido como a razão da distância percorrida pelo soluto para a distância percorrida pelo solvente. É usado na cromatografia para quantificar a quantidade de retardação de uma amostra em uma fase estacionária relativo a uma fase móvel. Os valores de Rƒ são usualmente expressados em uma fração de duas casas decimais.
- Se o valor de Rƒ de uma solução é zero, o soluto permanece na fase estacionária e portanto é imóvel.
- Se o valor de Rƒ = 1 então o soluto não tem afinidade pela fase estacionária e percorre com o solvente da frente.

Por exemplo, se um composto percorre 9,9cm e o solvente da frente percorre 12,7cm, então o valor de Rƒ= (9,9/12,7) = 0,779 ou 0,78. O valor de Rƒ depende da temperatura e do solvente usado no experimento, então diversos solventes oferecem diversos valores de Rƒ para a mesma mistura de um composto. Um solvente na cromatografia é o líquido no qual o papel é posicionado, e o soluto é a tinta que está sendo separada.

## Pigmentos e polaridade
A cromatografia em papel é um método para testar a pureza de compostos e identificar substâncias. Cromatografia em papel é uma técnica útil porque é relativamente ágil e requer apenas uma pequena quantidade de material. As separações em cromatografia em papel envolvem o princípio da partição. Na cromatografia de papel, as substâncias são distribuídas entre uma fase estacionária e uma fase móvel. A fase estacionária é a água presa entre fibras de celulose do papel. A fase móvel é uma solução em desenvolvimento que percorre a fase estacionária, carregando as amostras com ela. Os componentes da amostra irão se separar prontamente de acordo com quão fortemente eles absorvem na fase estacionária versus quão prontamente eles dissolvem na fase móvel.
Quando uma amostra de um produto químico colorido é colocada em um papel filtro, as cores separam-se da amostra ao posicionar uma extremidade do papel em um solvente. O solvente difunde o papel, dissolvendo as várias moléculas na amostra de acordo com as polaridades das moléculas e do solvente. Se a amostra contêm mais de uma cor, significa que deve haver mais de um tipo de molécula. Devido as diferentes estruturas das substâncias químicas de cada molécula, as chances são muito altas que cada molécula terá pelo menos uma polaridade levemente diferente, dando a cada molécula uma diferente solubilidade no solvente. A solubilidade desigual causa várias moléculas de cor a deixar a solução em diferentes lugares conforme o solvente continua a subir no papel. Quanto mais solúvel uma molécula é, mais alto ela irá migrar no papel. Se um produto químico é muito não polar, ele não irá dissolver de forma alguma em um solvente muito polar. O mesmo é para uma substância química muito polar e um solvente muito não polar.
É muito importante notar que ao usar água (uma substância muito polar) como um solvente, quanto mais polar a cor, mais alto irá subir nos papéis. 

## Tipos

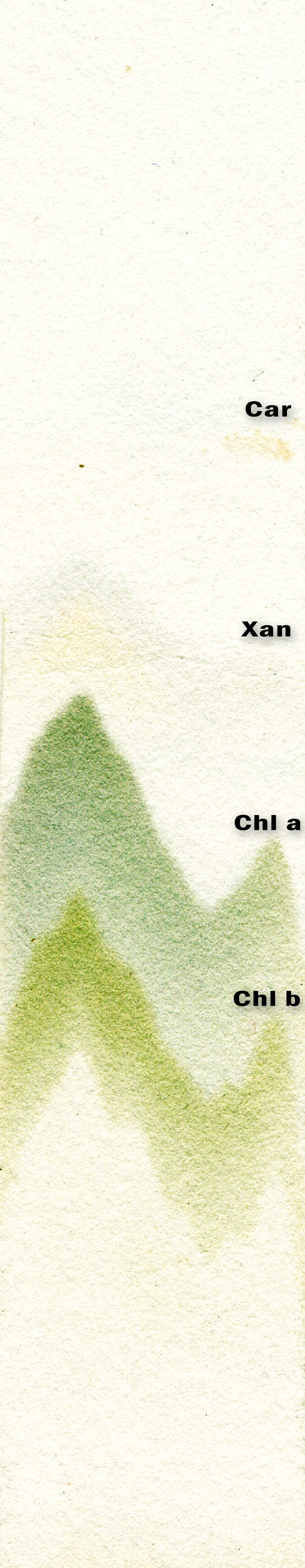
Taxus baccatacromatografia em papel.

### Descendente
O desenvolvimento do cromatograma é feito ao permitir o solvente a se mover para baixo no papel. Aqui, a fase móvel é colocada em um suporte de solvente no topo. O ponto é mantido no topo e o solvente flui abaixo no papel a partir de cima.

### Ascendente
Aqui o solvente move-se para cima do papel de cromatografia.Tanto o descendente quanto o ascendente são usados para separação de substâncias orgânicas e inorgânicas. A amostra e solvente movem-se para cima.

### Ascendente-descendente
Este é o híbrido das duas técnicas acima. A parte superior da cromatografia ascendente pode ser dobrada em um haste para permitir que o papel se torne descente depois de cruzar o haste.

### Cromatografia circular
Um papel filtro circular é pego e a amostra é depositada no centro do papel. Depois de secar o ponto, o papel filtro é amarrado horizontalmente em uma placa de Petri contendo solvente, de modo que o pavio do papel é mergulhado no solvente. O solvente sobe através do pavio e os componentes são separados em anéis concêntricos. 

### Bi-dimensional
Nesta técnica um papel quadrado ou retangular é utilizado. Aqui a amostra é aplicada a um dos cantos e o desenvolvimento é realizado no ângulo direito em direção da primeira corrida.

## História da cromatografia de papel
A descoberta da cromatografia de papel em 1943 por Martin e Synge forneceu, pela primeira vez, meios de  pesquisar os constituintes das plantas e para a sua separação e identificação. Erwin Chargaff credita na história de Weintraub do homem o artigo de 1944 por Consden, Gordon e Martin. Houve uma explosão de atividade neste campo depois de 1945.